# NGC 6622
NGC 6622 هو اصطدام مجري، يقع في كوكبة التنين. اكتشف في 2 يونيو 1885 . وقد اكتشفه لويس سويفت .

## روابط خارجية
- NGC 6622 على موقع ويكي سكاي: DSS2, SDSS, GALEX, IRAS, Hydrogen α, X-Ray, Astrophoto, Sky Map, Articles and images